# Долматова (деревня)
Долматова — деревня в Байкаловском районе Свердловской области. Входит в состав Байкаловского сельского поселения. Управляется Ляпуновской сельской администрацией.

## География
Населённый пункт расположен на правом берегу реки Ольховка в 30 километрах на запад от села Байкалово — административного центра района.

### Часовой пояс
Долматова, как и вся Свердловская область, находится в часовой зоне МСК+2. Смещение применяемого времени относительно UTC составляет +5:00.

## Население
| 2002 | 2010 | 2021 |
| ---- | ---- | ---- |
| 18   | ↘14  | ↘6   |

## Инфраструктура
Деревня разделена на две улицы (Солнечная, Центральная).